# Su Majestad Imperial

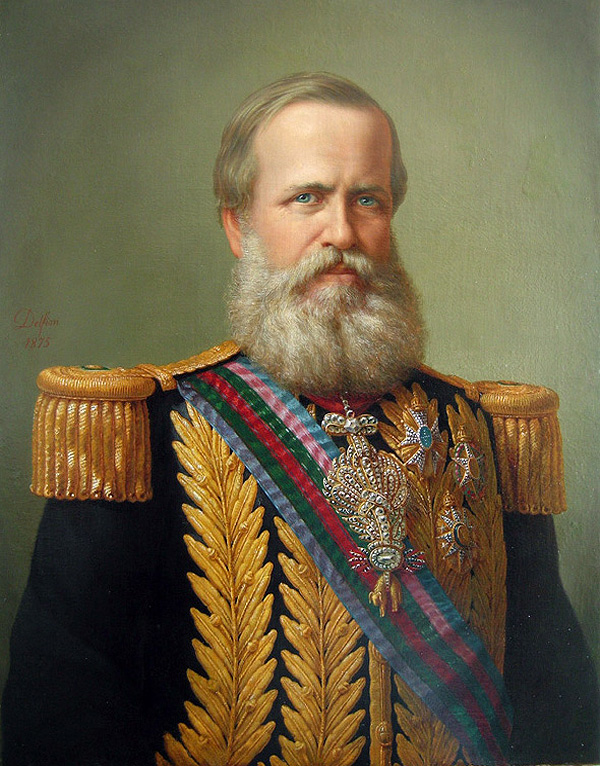
Su Majestad Imperial, Dom Pedro II, Emperador Constitucional y Defensor perpetuo del Brasil.

Su Majestad Imperial (SMI) es el tratamiento utilizado por los emperadores y emperatrices, para distinguirlos de un rey y una reina que simplemente tienen el tratamiento de Su Majestad (SM). Los que tienen este tratamiento superan a cualquier rey y reina.

## Creación
La historia de esta denominación comenzó a mediados del siglo XVIII. Con la familia de los Habsburgo, cuando sus miembros nobles comenzaron a darse cuenta de que deberían tener el más mínimo detalle, un adjetivo mínimo para diferenciar el trato entre reyes y emperadores. Dado que un emperador tiene más honor político que un rey.
De esto vino el tratamiento de Su Majestad Imperial, por lo que quien lo detuviera sería tratado con más pompa que un rey o una reina.

## Uso en el pasado
Fue utilizado desde su inicio por los jefes de las casas imperiales, entre ellos los rusos, los alemanes, los ingleses, los mexicanos,
los brasileños, centroafricanos, etc. El emperador Maximiliano de México usó este tratamiento.

## Uso actual
Solo hay un imperio cuya existencia dura hasta nuestros días, que es un tratamiento dado a los soberanos del "Imperio de Japón". Por lo tanto, dicho tratamiento tiene muy poco uso, casi inexistente.